# Stachytarpheta trimenii
Stachytarpheta trimenii là một loài thực vật có hoa trong họ Cỏ roi ngựa. Loài này được Rech. miêu tả khoa học đầu tiên năm 1912.